# HD63037
HD63037 — хімічно пекулярна зоря спектрального класу
A4 й має видиму зоряну величину в смузі V приблизно 10,1.